# Marcel Marnat

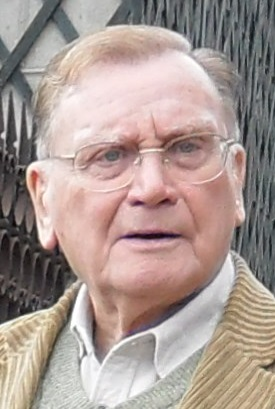
2011

Marcel Marnat (Lyon, 6 juli 1933 – Parijs, 17 december 2024) was een Frans musicoloog, journalist en radioproducent. 
Na een wetenschappelijke opleiding ging Marnat publiceren in culturele kranten en tijdschriften (Le Monde, Combat, Jazz Hot, Arts, Les Lettres françaises, l’Express, Preuves, Disques, Harmonie, Le Monde de la Musique, La Nouvelle Revue Française). Hij schreef over actualiteiten, schilderkunst, film, literatuur, en schreef vooral besprekingen van nieuwe platen en cd's. Hij was secretaris van de Fondation Ravel (Ravelstichting) en schreef een catalogus van Ravels werken. 
Marnat was verantwoordelijk voor de programma's van France Musique tussen 1978 en 1992 en werkte sinds 1990 voor de radio in Franstalig Zwitserland (Radio Suisse Romande-Espace 2). Hij werd onderscheiden met de Prix de la critique musicale. Zijn boek over Puccini werd bekroond met door de Académie des Beaux-Arts en de  Prix Pelléas en een prijs van de SACEM voor de muziekbiografie op het boekfestival van Deauville.
Hij overleed op 91-jarige leeftijd in 2024.

## Publicaties
- Maurice Ravel (Fayard, 1986)
- Haydn, la mesure de son siècle (Fayard, 1995)
- Stravinsky (Seuil, 1995)
- Antonio Vivaldi (Fayard, 2003)
- Giacomo Puccini (Fayard, 2006)
- werken over Modest Moessorgski, Michelangelo, D.H. Lawrence, Paul Klee en Ludwig van Beethoven.